# John Brennan
John Owen Brennan (North Bergen (New Jersey), 22 september 1955) is een Amerikaans ambtenaar. Hij was de directeur van de Central Intelligence Agency (CIA) van 2013 tot 2017. Daarvoor diende Brennan als de hoogste anti-terreuradviseur voor de Executive Office of the President met de functie van Binnenlandse Veiligheidsadviseur. Op 7 januari 2013 werd hij door Obama voorgedragen als nieuwe directeur van de CIA. De functie was vacant sinds het vertrek van David Petraeus, die aftrad vanwege een buitenechtelijke affaire.
Brennan treedt sinds begin 2018 op als senior inlichtingen- en veiligheidsanalist op de zenders NBC en MSNBC.
Brennan uitte sinds het aantreden van Donald Trump als president verscheidene malen harde kritiek op diens optreden. Zo twitterde Brennan in maart 2018 als reactie op Trump, die de regering-Obama ervan beschuldigde het onderzoek naar Russische inmenging te hebben gestart: 'Deze tweet is een geweldig voorbeeld van je paranoia, constante verdraaiing van de feiten, en toegenomen (terechte) angst voor het onderzoek van speciaal aanklager Robert Mueller.'
Later verklaarde Brennan in een reactie op Trumps commentaar naar aanleiding van een nog uit te brengen boek door James Comey: 'Your kakistocracy is collapsing after its lamentable journey. ... we have the opportunity to emerge from this nightmare stronger & more committed to ensuring a better life for all Americans, including those you have so tragically deceived.' (Je kakistocratie stort in na haar treurige reis. ... we hebben de mogelijkheid om sterker en toegewijd uit deze nachtmerrie te komen en alle Amerikanen een beter leven te garanderen, inclusief degenen die je zo tragisch hebt misleid.') Op 16 juli 2018 betitelde hij Trumps optreden tijdens een persconferentie met de Russische president Vladimir Poetin in Helsinki als landverraad.
Op 15 augustus 2018 maakte president Donald Trump via zijn woordvoerster bekend dat hij Brennans veiligheidsmachtiging had ingetrokken. Volgens Trump verdroegen Brennans 'leugens' en recente gedrag zich niet met toegang tot vertrouwelijke informatie. De maatregel wordt echter gezien als een manier om een van Trumps meest uitgesproken critici de mond te snoeren. Brennan liet in een reactie weten dat zijn principes meer waard zijn dan machtigingen, en dat hij zich niet zal inhouden. In een opiniestuk in The New York Times schreef hij verder dat Trumps ontkenning van Russische inmenging in de presidentsverkiezingen van 2016 'hogwash' (kletspraat) is.
In oktober 2018 werd bekend dat een explosief en een envelop met wit poeder, geadresseerd aan Brennan, waren aangetroffen in de postkamer van een CNN-kantoor in New York. Deze bleken net als vijftien andere bompakketten te zijn verstuurd door Cesar Sayoc, een geregistreerde Republikein en fervent Trump-aanhanger.